# Karl Johann Franz von Bayern
Karl Johann Franz von Bayern (* 10. November 1618 in München; † 19. Mai 1640 ebenda) war ein Prinz von Bayern und zeitweise präsumtiver bayerischer Thronfolger.

## Leben
Karl Johann Franz war der älteste Sohn des Herzogs Albrecht VI. von Bayern (1584–1666) aus dessen Ehe mit Mechthilde (1588–1634), Tochter des Landgrafen Georg Ludwig von Leuchtenberg.
Karl Johann Franz wuchs am Hof seines Onkels Maximilian auf, der dessen Erziehung beaufsichtigte. Karl Johann Franz galt nach seinem Vater bis zur Geburt von Prinz Ferdinand Maria 1636 als bayerischer Thronerbe. Im Jahr 1636 setzte ihm Kurfürst Maximilian, mit dem er in sehr enger Verbindung stand, einen besonderen Unterhaltsbetrag aus. Aber auch nach der Geburt Ferdinand Marias wurde Karl Johann Franz weiter auf die Regierung vorbereitet. Neben dem Respekt zu seinem Onkel beinhaltete die Ausbildung auch das Studium der Werke von Justus Lipsius und Carlo Scribani sowie die regelmäßige Teilnahme an Sitzungen des Hofrates.
Karl Franz Johann starb unverheiratet bereits 21-jährig und wurde in der Münchner Frauenkirche bestattet. Die Leichenpredigt Phoenix, oder fürstlicher Sonnenvogel, gehalten von dem Jesuitenpater Johannes Bissel, wurde 1640 von Cornelius Leysser veröffentlicht.